# Plato (inslagkrater)
De cirkelvormige walvlakte Plato is een inslagkrater op de naar de Aarde toegekeerde kant van de Maan. Hij bevindt zich net ten noorden van de noordoostkust van de maanzee Mare Imbrium, aan het westelijke uiteinde van de Montes Alpes. De kraterbodem of depressie heeft een relatief lage albedo waardoor deze donker afsteekt tegen het omringende ruige oppervlak.
Plato werd circa drie miljard jaar geleden gevormd. De kraterrand is onregelmatig, met pieken tot een hoogte van 2 km, die - bij laagstaande zon - opvallende schaduwen werpen op de kraterbodem.

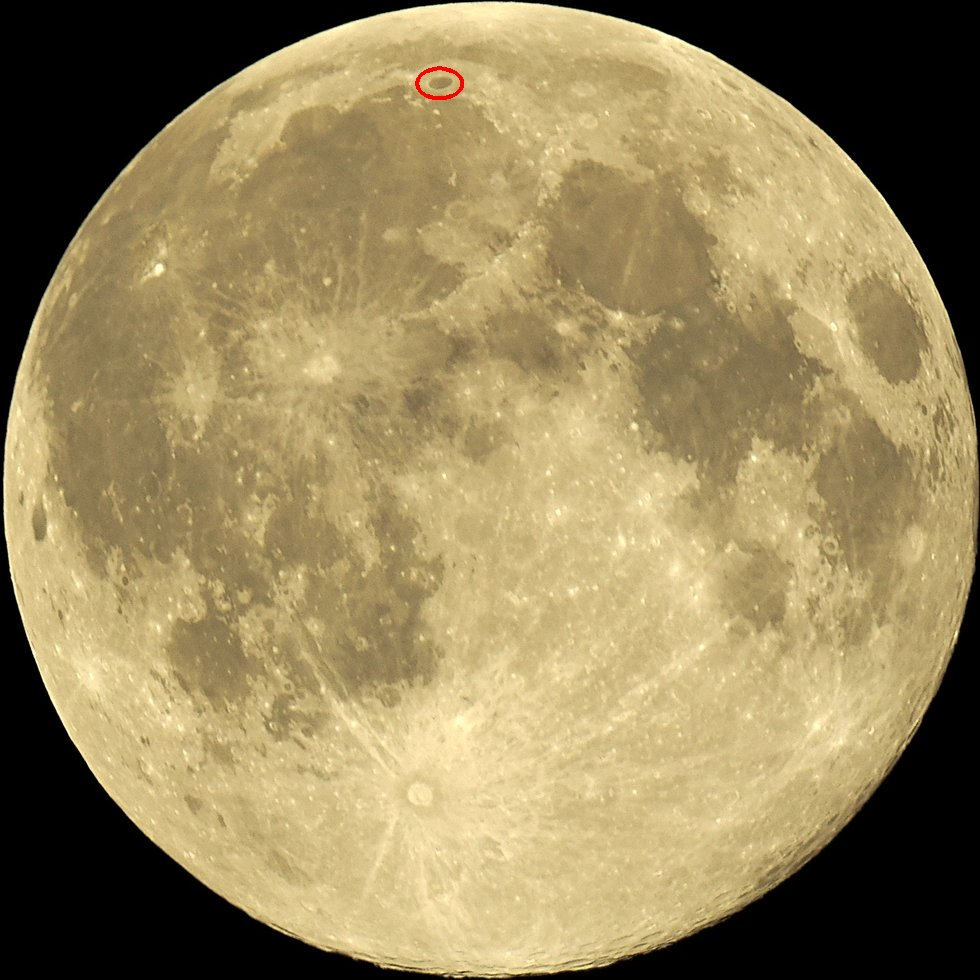
De locatie van Plato op de maan

## Naamgevingen
Deze cirkelvormige walvlakte kreeg doorheen de geschiedenis van de selenografie verschillende benamingen. De huidige en door de Internationale Astronomische Unie (IAU) goedgekeurde benaming Plato werd gegeven door de Italiaanse astronoom Giovanni Battista Riccioli (1598-1671). Johannes Hevelius echter gaf aan deze walvlakte de benaming Lacus Niger Major (het grote donkere meer). Michael van Langren gaf er de benaming Lacus Panciroli aan.

## Transient Lunar Phenomena(TLP)

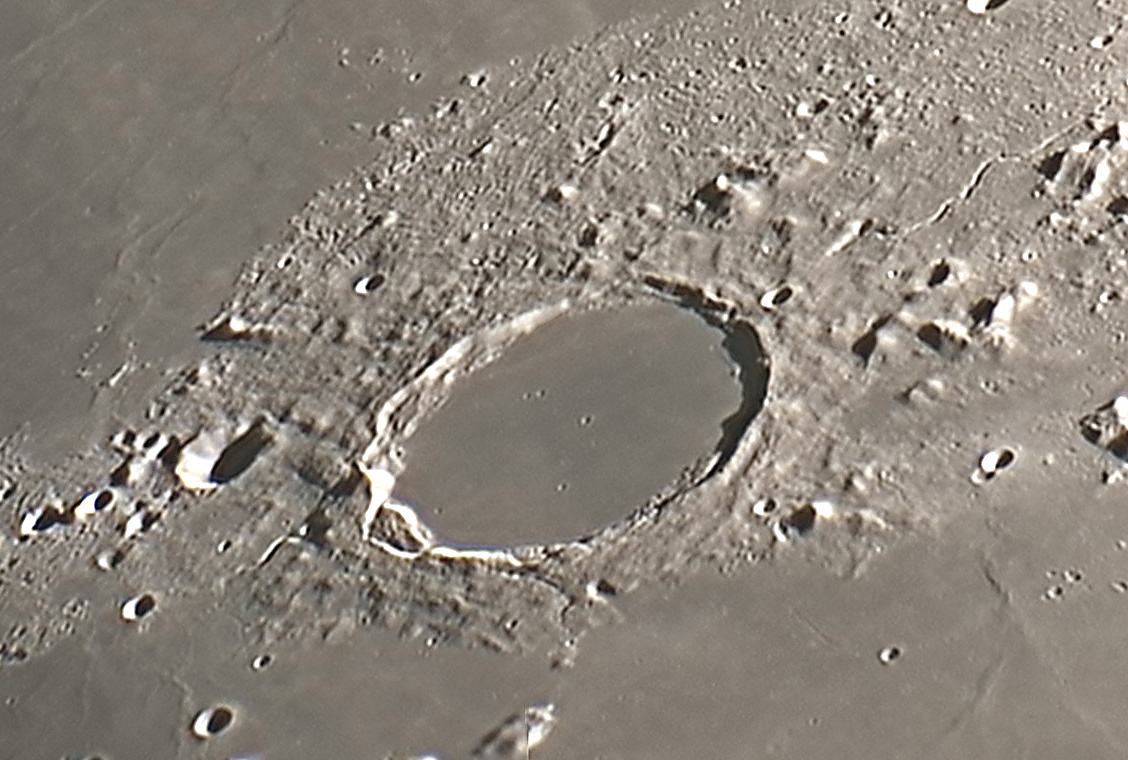
De maankater Plato gezien vanaf de aarde onder goede atmosferische omstandigheden met kleine kratertjes op de vloer.

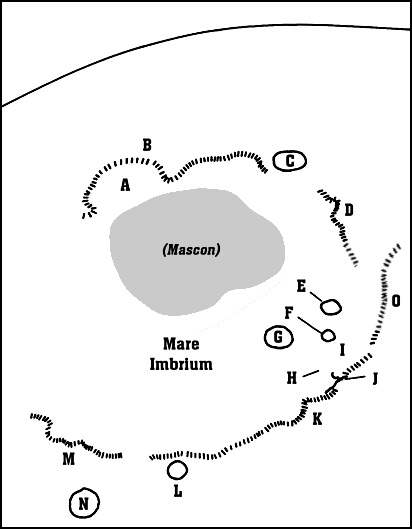
De letter C geeft de locatie van Plato aan, ten opzichte van de Mare Imbrium

Plato is een trekpleister voor maanwaarnemers die op zoek zijn naar Transient Lunar Phenomena (TLP). In het verleden werden meldingen gemaakt van de tijdelijke onzichtbaarheid van de kleine kratertjes op de vloer van deze krater, en werd dat verschijnsel toegeschreven aan de aanwezigheid van een mistlaag in de krater. Andere keren werden kort na de lokale zonsopkomst of kort voor de lokale zonsondergang vreemdsoortige vormveranderingen gezien in de schaduwpieken veroorzaakt door de heuvelachtige rand van de krater. De reden waarom zoveel TLP verschijnselen werden waargenomen in Plato is het donkere en bijna perfect cirkelvormige voorkomen van deze krater, hetgeen een blikvanger vormt voor maanwaarnemers met telescopen.